# Nişantaşı
Nişantaşı é um bairro (semt) da parte europeia de Istambul, Turquia, que faz parte do distrito de Şişli. Dele fazem parte bairros menores (mahalle) como Teşvikiye, Osmanbey, Maçka e Pangaltı. É uma zona residencial elegante, com muitas lojas de marcas internacionais, cafés, bares e restaurantes muito populares, com intensa vida noturna. Uma das suas avenidas, a Abdi İpekçi, que se estende desde Maçka e Teşvikiye até ao centro de Nişantaşı, é usualmente apontada como a a mais cara da Turquia em termos de preços de rendas.
É um bairro onde vivem muitas figuras do jet set da Turquia e muitos artistas e intelectuais de vulto, como por exemplo o Nobel de Literatura Orhan Pamuk (Nişantaşı é cenário de muitas partes de alguns dos seus romances).

## História
Nişantaşı foi fundada pelo sultão Abdul Mejide I em meados do século XIX, que para definir os limites do bairro mandou erigir dois obeliscos em cada uma das suas extremidades. Para encorajar os cidadãos de Istambul a instalarem-se no novo bairro, mandou construir o edifício neoclássico da esquadra de polícia e a mesquita neobarroca de Teşvikiye ("teşvikiye" significa "encorajamento" em turco).
A tradução literal de  "nişantaşı" é "alvo de pedra", uma referência ao uso da área antes de se decidir criar o bairro: era ali que os soldados otomanos praticavam tiro ao alvo disparando contra pedras. Algumas dessas pedras, com a forma de pequenos obelicos e com inscrições otomanas, ainda podem ser encontradas nos pavimentos de Nişantaşı.
A seguir às Guerras dos Balcãs de 1912-1913, muitos turcos de Salónica estabeleceram-se em Nişantaşı. Uma dessas famílias foi a do famoso poeta turco Nazım Hikmet. Além dos turcos, o bairro tinha então muitos gregos, arménios e levantinos (europeus ocidentais estabelecidos na Turquia em alguns casos desde a Idade Média).
Um dos edifícios históricos do bairro, atualmente uma escola secundária técnica, foi construído por italianos durante a ocupação de Istambul a seguir à Primeira Guerra Mundial.